# Television (Paola & Chiara)
Television è il terzo album in studio del duo musicale italiano Paola & Chiara, pubblicato il 21 aprile 2000 dalla Columbia Records.

## Descrizione
Il titolo dell'album non si riferisce tanto alla televisione (che compare comunque nella copertina del disco), ma al termine spagnolo «television» che significa «visione da lontano». Con questo album il duo si pone al pubblico in modo più maturo rispetto ai lavori precedenti, ammiccando a una platea più trasgressiva e provocatoria nei costumi.
Dall'album sono estratti singoli di successo come Vamos a bailar (Esta vida nueva), Amoremidai e Viva el amor!; in particolare Vamos a bailar (Esta vida nueva) assurge a tormentone estivo del 2000.
Nella primavera del 2001 viene estratto un altro singolo di successo, Fino alla fine. Per l'occasione Television viene ripubblicato in una nuova versione che contiene il remix e la versione acustica di Fino alla fine, le versioni acustiche di Vamos a bailar (Esta vida nueva), + forte di te e Amoremidai, le versioni spagnole di Anni luce e Vicky, e il videoclip di Vamos a bailar (Esta vida nueva).
L'album, il più noto e venduto del duo, fu acquistato in oltre 150 000 copie raggiungendo il disco di platino; ottiene inoltre ottimi riscontri in Europa (800 000 copie vendute), dove viene pubblicato anche nelle edizioni in inglese e spagnolo.

## Tracce

### Edizione originale
Testi e musiche di Paola e Chiara Iezzi.
1. Vamos a bailar (Esta vida nueva) – 4:00
2. Amoremidai – 4:56
3. Anni luce – 3:30
4. Buona stella – 4:44
5. Vicky – 3:56
6. Tu sei per me – 4:23
7. Viva el amor! – 3:26
8. + forte di te – 4:46
9. Arsenico – 3:47
10. Fino alla fine – 3:54
11. Television – 3:16
12. Vamos a bailar (Esta vida nueva) (Pool-K Remix) – 7:50

### Edizione 2001
1. Vamos a bailar (Esta vida nueva) – 4:05
2. Amoremidai – 4:45
3. Anni luce – 3:30
4. Buona stella – 4:43
5. Viky (Spanish Version) – 3:57
6. Tu sei per me (Rapino Brothers Mix) – 4:14
7. Arsenico – 3:48
8. Viva el amor! (Radio Edit) – 3:47
9. + forte di te (2001 Vision) – 4:35
10. Fino alla fine (2001 Vision) – 3:46
11. Television – 3:18
12. Años luz – 3:31
13. Amoremidai (Unplugged) – 4:29
14. Vamos a bailar (Bahia Sun) – 5:01
15. Fino alla fine (Unplugged) – 4:57
16. Vamos a bailar (Esta vida nueva) (Video)

### Edizione internazionale
1. Esta vida nueva (Vamos a bailar) (English Version) (Rapino Brothers Full Length Rmx Edit) – 4:50
2. Anni luce – 3:31
3. You Give Me Love – 4:51
4. Buona stella – 4:44
5. Vicky – 3:57
6. You Are For Me – 4:13
7. Viva el amor! (English Version) – 3:47
8. Arsenico – 3:49
9. Stronger Than You – 4:01
10. Until the End – 3:35
11. Television – 3:18
12. Esta vida nueva (Vamos a bailar) (English Version) – 4:01
13. Amoremidai – 4:59

### Edizione spagnola
1. Vamos a bailar (Esta vida nueva) (Spanish Version) – 3:58
2. El amor que me das – 4:56
3. Años luz – 3:31
4. Buona estrella – 4:44
5. Viky – 3:57
6. Eres para mí – 4:10
7. Viva – 3:47
8. + fuerte que tú – 4:03
9. Amor eléctrico – 3:49
10. Hasta el final – 3:56
11. Television – 3:19
12. Vamos a bailar (Esta vida nueva) (Spanish Version Farolfi Rmx Edit) – 8:32

## Formazione
- Paola Iezzi – voce
- Chiara Iezzi – voce, chitarra elettrica (traccia 2)
- Phil Palmer – chitarra acustica (traccia 6)
- Francesco Saverio Porciello – chitarra (tracce 1-3), chitarra acustica (traccia 8)
- Roberto Priori – chitarra
- Marco Guarnerio – chitarra (tracce 5, 9), chitarra elettrica (traccia 6), cori (traccia 10)
- Massimo Guarnerio – chitarra elettrica (traccia 6)
- Roberto Baldi – tastiere, pianoforte (tracce 6-7), programmazione, cori (traccia 10)
- Sandro Verde – pianoforte
- Michele Monestiroli – sassofono (tracce 3, 9)
- Paolo Costa – basso
- Morgan - basso (traccia 9)
- Lele Melotti – batteria (traccia 5)
- The London Session Orchestra – archi (tracce 1-4, 7)
- Massimo Giuntini – bouzouki (traccia 5), tin whistle (traccia 5)
- Gavyn Wright – violino
- Marco Maccarini – cori (traccia 8)
- Roberto Rossi – cori (traccia 10)

## Classifiche
| Classifica (2000) | Posizione massima |
| ----------------- | ----------------- |
| Italia            | 23                |
| Svizzera          | 32                |

Nell'ottobre 2023 l'album debutta nella classifica italiana dei vinili alla posizione numero 6.
Nel febbraio 2024 l'album in edizione spagnola debutta nella classifica italiana dei CD, vinili e musicassette alla posizione numero 17.